# Hélène Franck
Pour les personnes ayant le même patronyme, voir Franck.
Hélène Franck, née le 28 décembre 1932 à New York, est une écrivain, journaliste et traductrice vaudoise.

## Biographie
Née d'une famille d'origine française, devenue vaudoise par mariage, Hélène Frank pratique jeune l'écriture.
Excepté divers métiers pratiqués pendant ses études universitaires aux États-Unis, elle a toujours travaillé dans le journalisme ou l'édition. Elle écrit de nombreux articles pour 24 heures, Le Journal de Genève, Construire ainsi que pour plusieurs revues féminines. Elle crée même la revue mensuelle Mon ami Pierrot.
Traductrice, Hélène Frank s'intéresse également au théâtre : elle traduit Bent de Martin Sherman de l'anglais au français. Elle participe également à plusieurs émissions aussi bien à la radio qu'à la télévision.
Le public la connait surtout pour ses livres pour la jeunesse, comme Marjolaine cherche sa maman, Je te déteste, Je déménage, Je suce mon pouce. On lui doit également quelques livres-disques pour enfants et notamment Le secret de François réalisé avec la collaboration de Mousse Boulanger ainsi qu'un livre de cuisine pour adultes. Son ouvrage Quand brillent les étoiles a été élu meilleur livre de l'année en 1981.

## Sources
- « Hélène Franck », sur la base de données des personnalités vaudoises sur la plateforme « Patrinum » de la Bibliothèque cantonale et universitaire de Lausanne.
- Anne-Lise Delacrétaz, Daniel Maggetti, Écrivaines et écrivains d'aujourd'hui, p. 409